# اوا ایسانتا
اِوا ایسانتا (اسپانیایی: Eva Isanta‎؛ زادهٔ ۱۹ ژوئن ۱۹۷۱) بازیگر اهل اسپانیا است.
از فیلم‌ها یا برنامه‌های تلویزیونی که وی در آن نقش داشته‌است، می‌توان به دردسر قریب‌الوقوع اشاره کرد.